# Dorian Hauterville
 (avril 2021).
Si vous disposez d'ouvrages ou d'articles de référence ou si vous connaissez des sites web de qualité traitant du thème abordé ici, merci de compléter l'article en donnant les références utiles à sa vérifiabilité et en les liant à la section « Notes et références ».
Dorian Hauterville, né le 27 avril 1990 à Lyon, est un bobeur français occupant la position de pousseur. Il est licencié au club d'athlétisme de Décines-Charpieu et au club de bobsleigh, luge et skeleton de La Plagne.

## Biographie
Dorian Hauterville naît le 27 avril 1990 à Lyon, d'une mère guadeloupéenne et d'un père martiniquais. Il grandit dans la banlieue lyonnaise où il joue d'abord au football puis pratique l'athlétisme au sein du club Décines Meyzieu Athlétisme. Sous la houlette de son coach Grégory Duval, il se spécialise dans les disciplines du sprint. En 2016, il établit un record personnel de 10 s 55. Après des résultats décevants, il décide de faire une pause.
Il est repéré en 2016 par Max Robert et Bruno Mingeon, médaillés de bronze aux Jeux olympiques de Nagano en 1998 en bob à 4 et entraîneurs de l'équipe de France de bobsleigh. Il participe à des sélections lors d'un championnat de France. Il passe un mois en Italie pour apprendre seul les bases et les techniques de la poussée d'un bobsleigh. Après ce mois en Italie, il intègre le club du CBLS Macot-La Plagne. Après plusieurs stages, il devient le pousseur de l'équipe de France.

### Carrière
Il intègre l'équipe de France de bobsleigh en 2016 et effectue ses premiers pas en coupe du monde de bob à 4 le 4 décembre 2016 sur la piste de Whistler au Canada où il termine à la 13e place aux côtés de Loïc Costerg, Jérémie Boutherin et Vincent Castell. En 2017, il débute sur le circuit de bob à 2 lors de l'étape de Königssee en Allemagne en compagne de Loïc Costerg avec qui il termine à la 19e place. La saison suivante, il décroche son premier top 5 mondial à Whistler. Durant cette même saison, il participe à ses premiers Jeux olympiques à Pyeongchang. En bob à 2, il termine 13e avec son pilote Romain Heinrich à 1 s 62 des champions olympiques canadiens Justin Kripps et Alexander Kopacz et allemands Francesco Friedrich et Thorsten Margis. En bob à 4, il se classe 11e avec l'équipe de France à 1 s 71 de l'équipage allemand piloté par Francesco Friedrich.
La saison suivante, il termine au sixième rang mondial en bob à deux en compagnie de Romain Heinrich avec également un premier podium lors de l'étape de Lake Placid aux États-Unis où le duo termine au 2e rang et une médaille de bronze lors des Championnats d'Europe à Königssee.
Lors de la saison 2019-2020, il termine au 5e rang du classement mondial de bob à 2,.

### Projet French Glisse
Avec d'autres athlètes français de sports de glisse (bobsleigh, luge et skeleton), il lance le projet French Glisse qui a pour but de promouvoir ces sports auprès du public.

## Palmarès

### Coupe du Monde
- 1 podium en bob à 2 :
- 2e à Lake Placid en 2019[8].

### Classements
- Ranking World Cup 2020 : 5e (B2) et 12e (B4)
- Ranking IBSF 2020 : 7e (B2) et 16e (B4)

### Championnats internationaux
| Événement/Année       | Événement/Année | 2017                             | 2018                             | 2019                             | 2020                             | 2021                             | 2022                             |
| --------------------- | --------------- | -------------------------------- | -------------------------------- | -------------------------------- | -------------------------------- | -------------------------------- | -------------------------------- |
| Jeux olympiques       | Bob à 4         | Épreuve inexistante à cette date | 11e                              | Épreuve inexistante à cette date | Épreuve inexistante à cette date | Épreuve inexistante à cette date | 19e                              |
| Jeux olympiques       | Bob à 2         | Épreuve inexistante à cette date | 13e                              | Épreuve inexistante à cette date | Épreuve inexistante à cette date | Épreuve inexistante à cette date | 12e                              |
| Championat du monde   | Bob à 4         | 14e                              | Épreuve inexistante à cette date | —                                | 15e                              | DNF                              | Épreuve inexistante à cette date |
| Championat du monde   | Bob à 2         | —                                | Épreuve inexistante à cette date | —                                | 9e                               | 8e                               | Épreuve inexistante à cette date |
| Championnats d'Europe | Bob à 4         | —                                | 12e                              | 12e                              | 10e                              | —                                | —                                |
| Championnats d'Europe | Bob à 2         | —                                | —                                | Médaille de bronze, Europe       | 5e                               | —                                | —                                |

Légende :
- : pas d'épreuve
- — : non disputée par Dorian Hauterville
- DNF : N'a pas terminé (Did not finish)